# 比弗鎮區 (堪薩斯州第開特縣)
比弗鎮區（英語：Beaver Township）為美國堪薩斯州第開特縣轄下的鎮區。2010年美国人口普查中此鎮區人口有82人。

## 地理
比弗鎮區涵蓋總面積為92.5平方（35.73平方英里），其中陸地面積為92.4平方（35.69平方英里），水域面積為0.10平方（0.04平方英里）或0.11%。海拔高度823（2,700英尺）。

## 人口統計
根據2010年美國人口普查，比弗鎮區人口有82人，其中男性有46人，女性有36人，人口密度為每平方公里0.89人，住房計33戶。鎮區內的白人有72人，非裔美國人有1人，美洲原住民有0人，亞裔美國人有0人，太平洋島裔美國人有0人，其他種族有5人，混血種族則有4人。此外鎮區內有5人為西班牙裔或拉丁裔美國人。此鎮區之年齡中位數為38.5歲，而男性年齡中位數為32.5歲，女性年齡中位數為40.5歲。

## 交通

### 主要公路
- 83號美國國道